# John Corrin
Son honneur John William Corrin, aussi appelé Jack Corrin, membre de l'ordre de l'Empire britannique, né le 6 janvier 1932 et mort le 6 avril 2019 dans l'Île de Man, est premier deemster de l'île de Man de 1988 à 1998.

## Biographie
Formé au King William's College de Castletown. Il devient membre du barreau de l'île de Man en 1954 et devient procureur général et membre du membre du Conseil législatif entre 1974 et 1980.
De 1988 à 1998, il exerce la fonction de Premier deemster.
Fin juin 2012, il reçoit la médaille du Tynwald, la plus haute distinction sur l'île, attribuée une fois par an depuis 2007, pour son « impressionnant sacrifice au service de la vie mannoise ».